# Manston (Kent)
Manston is een civil parish in het bestuurlijke gebied Thanet, in het Engelse graafschap Kent. De internationale luchthaven Kent International Airport is er gelegen.